# Anthrax pithecius
Anthrax pithecius är en tvåvingeart som beskrevs av Fabricius 1805. Anthrax pithecius ingår i släktet Anthrax och familjen svävflugor.
Artens utbredningsområde är Ghana. Inga underarter finns listade i Catalogue of Life.